# Ondřej Mazuch
Ondřej Mazuch (* 15. März 1989 in Hodonín, Tschechoslowakei) ist ein tschechischer Fußballspieler.

## Karriere

### Im Verein
Ondřej Mazuch begann mit dem Fußballspielen bei Pares Prušánky, von 1996 bis 2000 spielte er für Sigma Hodonín. 2001 wurde der Abwehrspieler vom 1. FC Brünn verpflichtet. Mit 17 Jahren kam er in der Spielzeit 2005/06 zu seinen ersten Einsätzen in der B-Mannschaft, die in der zweiten tschechischen Liga spielte.
Den Sprung in den Erstligakader schaffte er zur Saison 2006/07. Er saß zunächst meistens auf der Ersatzbank, Stammspieler war er ab Ende September. Mit hervorragenden Leistungen machte er mehrere europäische Spitzenklubs auf sich aufmerksam, unter anderem Juventus Turin und Arsenal London. Schließlich wurde Mazuch für etwa 1,4 Millionen Euro von Bayer 04 Leverkusen unter der Bedingung verpflichtet, noch weitere eineinhalb Jahre bis Mitte 2008 in Brünn spielen zu können. 
Nachdem Bayer Leverkusen versäumte, die erste Ratenzahlung an den 1. FC Brünn zu überweisen, nahmen die Tschechen Gespräche mit anderen Interessenten auf. Ende Mai 2007 wechselte Mazuch für rund 2,8 Millionen Euro zum AC Florenz, obwohl Juventus Turin eine Million Euro mehr geboten hatte. In Florenz unterschrieb der Innenverteidiger, der auch als rechter Außenverteidiger spielen kann, einen Fünfjahresvertrag.
Sein Debüt für die Fiorentina gab er am 11. Dezember 2007 im Achtelfinale der Coppa Italia gegen Ascoli Calcio. Im siegreichen Rückspiel am 16. Januar 2008 kam er zu seinem zweiten Profieinsatz. In der Serie A allerdings kam der Defensivspieler nicht zum Einsatz. Im Juni 2009 wurde Mazuch zunächst für ein Jahr an den RSC Anderlecht ausgeliehen. In der Winterpause der Saison 2011/12 wechselte er zum ukrainischen Erstligisten Dnipro Dnipropetrowsk.

### In der Nationalmannschaft
Ondřej Mazuch spielte bisher für die Tschechische U-16, U-17, U-19, U-20 sowie U-21-Auswahl. Mit der U-17 wurde Mazuch 2006 Vize-Europameister, mit der U-20 2007 Vize-Weltmeister.